# Yésica Toscanini
Yésica Toscanini (phát âm tiếng Tây Ban Nha: [ˈʝesika toskaˈnini]; sinh ngày 26 tháng 3 năm 1986 tại Junín, Argentina)  là một người mẫu thời trang chuyên nghiệp người Argentina.
Cô xuất hiện trong ấn phẩm Sports Illustrated Swimsuit Issues năm 2006 và 2007. Cô được chụp ảnh cho trang bìa của ấn bản Cosmopolitan của Argentina và hai lần cho tạp chí Para Ti. Cô cũng xuất hiện trong danh mục Abercrombie & Fitch năm 2006. Cô đóng vai người yêu thời trung học của Enrique Iglesias trong video âm nhạc cho " Do You know? (Bài hát Ping Ping) ". Năm 2008, cô được chọn là cô gái cho chiến dịch quảng cáo mùa xuân – hè của Intimissimi.
Thông qua tư vấn pháp lý, cô yêu cầu và được cấp quyền, để xóa tất cả hình ảnh và dữ liệu của cô khỏi kết quả tìm kiếm trên internet ở Argentina.